# Cyklistické stezky na zrušených železnicích
Cyklistické nebo obecně rekreační stezky na zrušených železničních tratích jsou v návaznosti na útlum lokální železniční dopravy současným trendem v USA, Kanadě a Austrálii, dále ve Španělsku, Francii, Itálii, Belgii a v dalších evropských zemích. Využity mohou být jak celé zrušené tratě, tak jejich úseky opuštěné kvůli přeložkám v rámci modernizaci tratí. Tělesa železničních tratí jsou charakteristická tím, že na nich nejsou prudká stoupání ani klesání; mnohdy se dají využít již vybudované násypy, zářezy, tunely, mosty atd. a náklady na jejich další údržbu mohou být vyvažovány úsporou nákladů na likvidaci. Cyklostezka rovněž konzervuje pozemek pro případné budoucí obnovení železnice. Výhodou je i oddělení od motorizované silniční dopravy. Bývalé nádražní budovy se dají využít pro turistické ubytování a poskytování doprovodných služeb: půjčoven, odpočívadel a občerstvení, parkovišť atd. Stezky obvykle slouží i pro inline bruslaře, jsou ideálně přístupné pro vozíčkáře, mohou být využity i pro pěší turistiku a vycházky, běh, v zimě pro běžkaře.

## Belgie
Valonsko si na 99 let pronajalo od státní železniční společnosti SNCB 1000 km zrušených tratí a ty postupně poskytuje obcím. Region Valonsko hradí náklady na opravy a údržbu drážních staveb (drážní spodek, mosty a tunely), obce a další místní subjekty hradí výstavbu a údržbu stezek (chemins du rail, regionální síť pomalých stezek RAVeL).

## Česko

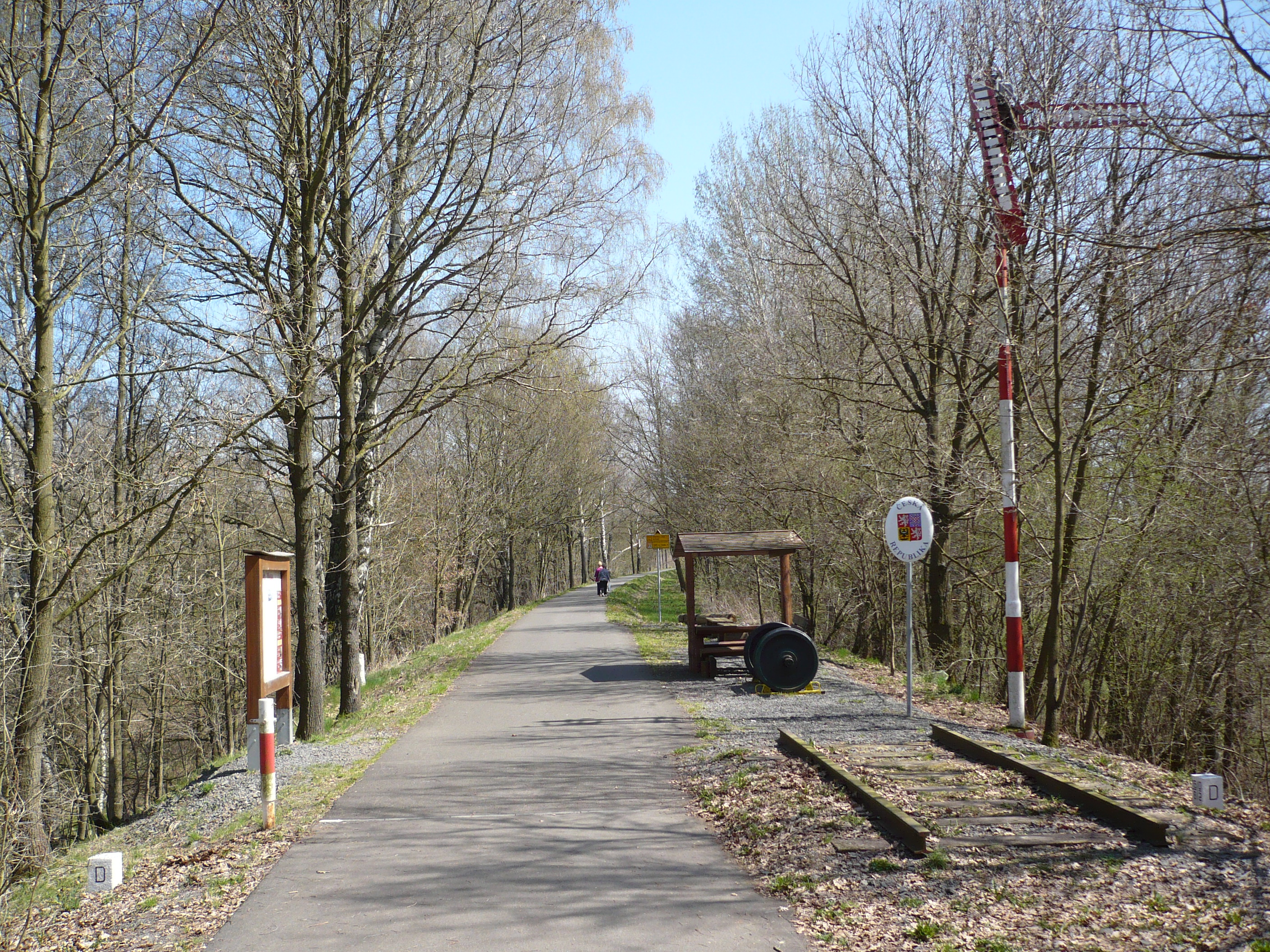
Cyklostezka Cheb – Waldsassen

Útlum železniční dopravy v Česku byl zřetelný již od 70. let a myšlenky na hromadné rušení lokálních tratí se objevily i v 90. letech, byť rušení nedosáhlo původně zamýšleného rozsahu. Jen málo tratí je uchováno například pro muzejní provoz, velodráha pro šlapací drezíny byla v Česku zřízena například na části bývalé vlečky u Baťova kanálu mezi Ratíškovicemi a Rohatcem.
Na území České republiky je přes 1000 km neprovozovaných železničních tratí, z toho 90 % jsou již zrušené tratě. Záměrem přeměny zrušených tratí v cyklostezky se zabývá Nadace Partnerství v rámci svého programu zelené stezky Greenways. Vláda ani Správa železniční dopravní cesty programu zatím neposkytuje výraznou koncepční podporu, byť obecně se k myšlence vláda hlásí (v dokumentech Strategie udržitelného rozvoje ČR, Dopravní politika ČR pro léta 2005–2013 a Národní strategie rozvoje cyklistické dopravy ČR) a i na konkrétní projekty mnohdy ministerstvo dopravy přispívá. Nadace Partnerství ve spolupráci s Centrem dopravního výzkumu se zabývá poradenskou a propagační činností. Koordinátorem projektu „Konverze zrušených
železnic na cyklostezky (greenways) v ČR“ v Nadaci Partnerství je Ing. Luboš Kala.
Někde jsou vedeny cyklistické trasy po nezpevněných cestách v trase zrušených železnic, například úsek Kuřim – Veverská Bítýška a Hamry nad Sázavou – Sázava. Některé úseky zrušených důlních vleček a tramvajových tratí jsou začleněny do sítě cyklistických stezek v Ostravě (například dvoukilometrový úsek Hrabová v roce 1999).
Za první přeměněnou železniční trať je pokládána 4,5 km dlouhá Cyklostezka Vlčí Důl, z bývalého nádraží Česká Lípa město na Vlčí Důl (cyklotrasa č. 3054, otevřena v roce 2002). Stezka Čachovice – Loučeň je dlouhá 4,3 km. Asi 2 kilometry bývalé trati Cheb – Slapany – Waldsassen jsou od května 2006 součástí mezinárodní cyklotrasy „Valdštejnská stezka“; v úseku zůstaly dochovány části původního vybavení, například patníky a signalizace. V letech 2007 až 2013 byla vybudována cyklostezka Varhany na původní trati Česká Lípa – Kamenický Šenov. První vážné úvahy o jejím budování spadají do doby kolem roku 2000.
V Praze byla první přeměněnou železniční tratí cyklostezka Rokytka na zrušené železniční vlečce ČKD. Přestavba proběhla od října 2008 do května 2010. Nová stezka je značením vyhrazena jen pro cyklisty (in-line bruslaři mají ze zákona užívání cyklistických stezek a pruhů také dovoleno), avšak pěší ji navzdory zákazu užívají k procházkám také. Tato stavba si však vysloužila pověst „asi nejdražší cyklostezky v Evropě“. V letech 2008–2010 byla vybudována cyklostezka pod Vítkovem na zrušené Vítkovské trati v Praze (část původní turnovsko-kralupsko-pražské dráhy) uvolněné výstavbou Nového spojení, včetně položení asfaltu, osvětlení a rekonstrukce tunelu. Kvůli nedořešeným majetkovým vztahům a problémům s kolaudací byl tunel několik měsíců uzavřen, kolem listopadu 2010 však byla stezka polooficiálně otevřena, byť zatím bez správce a údržby, bez osvětlení a částečně bez kolaudace. Na dobu zhruba po roce 2021, po dokončení přeložky železniční trati 221, je plánováno vybudování Vršovické drážní promenády.
V roce 2009 byla otevřena stezka pro cyklisty na tělese zrušené vlečky podniku Carborundum-Electrite, spojující železniční stanici Zdětín u Chotětova, obec Zdětín a město Benátky nad Jizerou.
V roce 2011 byla místo zrušené železniční trati vybudována Cyklostezka Přibyslav - Sázava, zvaná též Posázavská cyklotrasa č. 19.
Na jaře 2012 pak byla otevřena cyklostezka ve stopě v roce 2009 zrušené železniční trati Kyjov – Mutěnice.
Počátkem května roku 2012 byla oficiálně otevřena cyklostezka Nezamyslice - Morkovice, vystavěná na místě bývalé stejnojmenné železniční tratě. Její vybudování stálo necelých 25 milionů korun a je dlouhá 11,6 km.
Na necelé tři kilometry dlouhém úseku bývalé trati Ostrov nad Ohří – Jáchymov byla v roce 2013 otevřena cyklostezka, většinou trasy kopírující silnici I/25. Začíná na severním okraji Horního Žďáru, prochází Jáchymovským tunelem a končí v místech bývalého nádraží v Jáchymově.
V roce 2014 byla otevřena cyklostezka na trati Hostašovice – Nový Jičín horní nádraží. Má číslo 6271 a je také zvaná Koleje.
V roce 2016 byla v cyklostezku přeměněna bývalá železnice ze Ždánic do Uhřic v okrese Hodonín.
Dne 24. června 2017 byla slavnostně otevřena cyklostezka "THAYA RUNDE", vedená po tělese bývalé železniční trati ze Slavonic do rakouského Waidhofen an der Thaya. Tato cyklostezka je nejdelší cyklostezkou vybudovanou po bývalé železniční trati zasahující do ČR. Celková délka této cyklostezky je 26,9 km, přičemž po českém území měří pouze 1,8 km. Od roku 2019 je tato cyklostezka označena dopravní značkou B11 - zákaz vjezdu všech motorových vozidel z důvodu jednotného značení s rakouskou stranou.
V květnu 2024 byla otevřena cyklostezka na původním úseku nově přeložené trati Praha–Plzeň mezi Chrástem a Plzní.
Na podzim 2024 byla zprovozněna cyklostezka na části bývalé trati 6c Dobrovice - Dětenice. Začíná pod hřbitovem obce Úherce, část Dobrovic a končí u Velkoledeckého rybníka. Celková délka je cca 6,1 km. Na trase je 6 přístřešků k posezení vybavených stojany na kola a odpadkovým košem. Informační tabule jsou aktuálně prázdné. Povrch je mlatový s výjimkou míst pro přejezd zemědělské techniky. Do roku 2027 má být prodloužena až do obce Ledce.

## Francie
Stezky „voies vertes“ jsou součástí státní sítě stezek. Budování koordinuje vláda i nevládní organizace AF3V. Na stezkce „Voie verte en Val Lamartinien“ cyklisté projíždějí v délce 1,6 km osvětleným tunelem.

## Německo
V Německu se nachází rovněž několik stezek vedených po zrušených tratích. Např. v Bavorsku jsou zřízeny cyklostezky:
- Bocklradweg na zrušené trati Neudstadt–Eslarn,
- cyklostezka na zrušené trati Nabburg–Schönsee,
- cyklostezka na zrušené trati Waldkirchen – Haidmühle.[8]

## Spojené státy americké

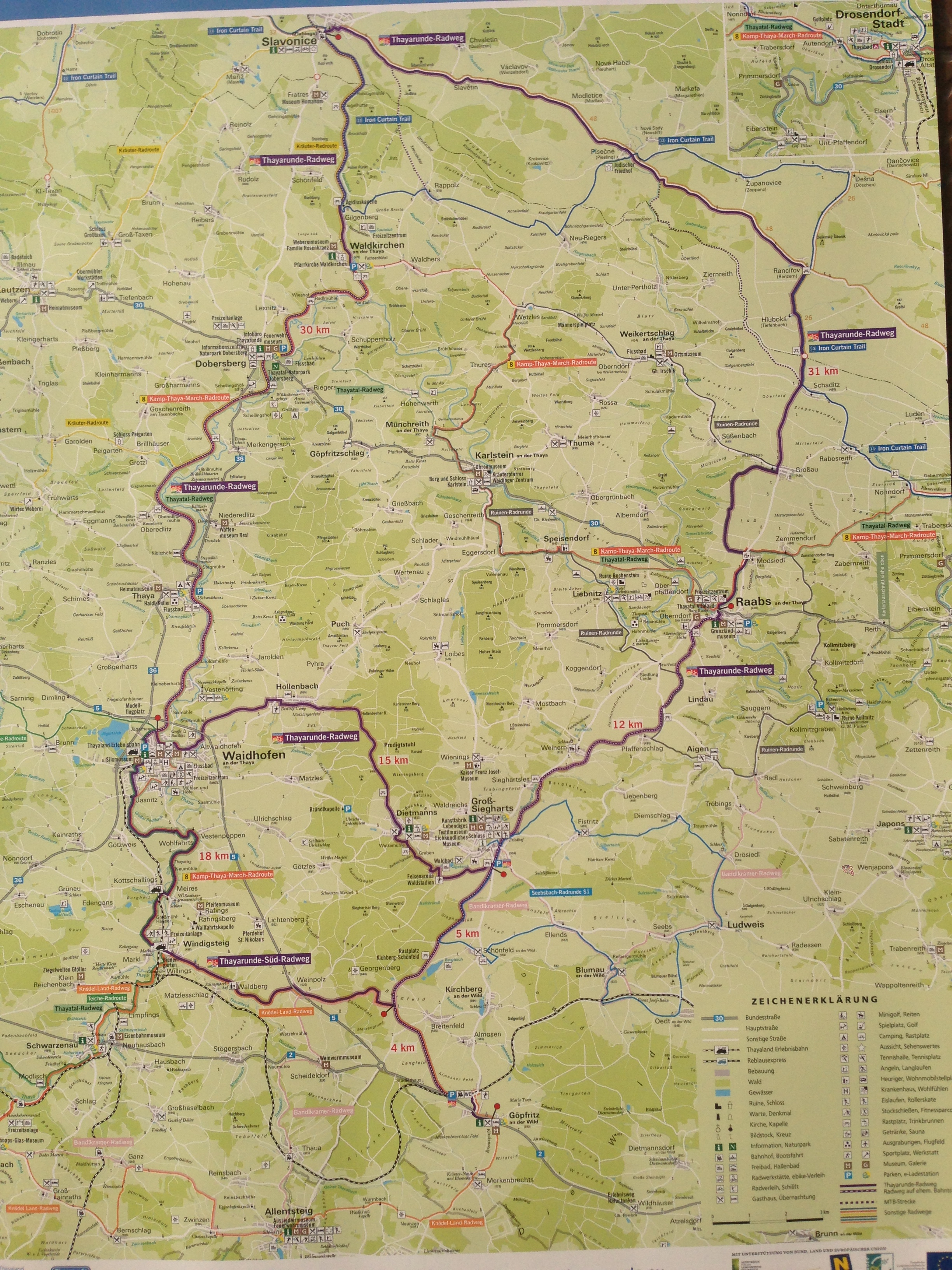
Cyklostezka na bývalé trati Thayatalbahn

V USA bylo od 60. let 20. století přeměněno ve stezky (rail-trails) přes 20 000 km zrušených železničních tratí. Koordinací těchto projektů se zabývá nezisková organizace Rails-to-Trails Conservancy. Za hlavní účel je považována konzervace pozemků pro případné budoucí obnovení tratě.

## Španělsko
Z evropských států je přeměna železnic ve stezky (tzv. vias verdes) nejrozšířenější ve Španělsku. V roce 1993 vláda vyčlenila na realizaci programu 50 milionů euro a státní železniční společnosti bezplatně poskytly své zrušené železnice. Přeměnu realizují obce a odborné vedení zajišťuje nadace Fundacíon de los Ferrocarriles Espańoles. Na konci roku 2003 byla celková délka přeměněných železnic 1200 km.

## Rakousko
Po tělesech zrušených železničních tratích vedou úseky cyklostezky Thayarunde.